# Підводні човни типу «Стерджен»
| Підводні човни типу «Стерджен» | Підводні човни типу «Стерджен» | Підводні човни типу «Стерджен» |
| ------------------------------ | --- | --- |
| Sturgeon-class submarine       | | |
|                                | | |
| човен «Стерджен» (SSN-597)     | | |
| Під прапором                   | США | США |
| Спуск на воду                  | 1966—1973 р (37+2 човнів) | 1966—1973 р (37+2 човнів) |
| Виведений зі складу флоту      | 1990—2004 р | 1990—2004 р |
| Сучасний статус                | утилізовані | утилізовані |
| Проєкт                         | | |
| Тип ПЧ                         | АПЧТРК | АПЧТРК |
| Розробник проєкту              | Electric Boat, General Dynamics Quincy Shipbuilding, Ingalls Shipbuilding, Portsmouth Naval Shipyard, New York Shipbuilding Corporation, Newport News Shipbuilding, Mare Island Naval Shipyard | Electric Boat, General Dynamics Quincy Shipbuilding, Ingalls Shipbuilding, Portsmouth Naval Shipyard, New York Shipbuilding Corporation, Newport News Shipbuilding, Mare Island Naval Shipyard |
| Класифікація НАТО              | Sturgeon class | Sturgeon class |
| Основні характеристики         | | |
| Швидкість (надводна)           | 15 вузлів (28 км/год) | 15 вузлів (28 км/год) |
| Швидкість (підводна)           | 26 вузлів (48 км/год) | 26 вузлів (48 км/год) |
| Робоча глибина занурення       | 400 м | 400 м |
| Автономність плавання          | 75 днів, 150000 миль (245 000 км ходу) | 75 днів, 150000 миль (245 000 км ходу) |
| Екіпаж                         | 107 осіб | 107 осіб |
| Розміри                        | | |
| Довжина найбільша (по КВЛ)     | 89,08 або 93,23 м | 89,08 або 93,23 м |
| Ширина корпусу найб.           | 9,65 м | 9,65 м |
| Середня осадка (по КВЛ)        | 8,73 м | 8,73 м |
| Озброєння                      | | |
| Торпедно- мінне озброєння      | 4 носових ТА калібру 21 дюймів — 533 мм, 12-18 торпеди | 4 носових ТА калібру 21 дюймів — 533 мм, 12-18 торпеди |
| Ракетне озброєння              | 4 протикорабельні КР UGM-84 Harpoon, 4 протичовнові КР UUM-44 SUBROC, 8 КР по наземних цілях Tomahawk                                                                                          | 4 протикорабельні КР UGM-84 Harpoon, 4 протичовнові КР UUM-44 SUBROC, 8 КР по наземних цілях Tomahawk                                                                                          |
| Зображення на Вікісховищі      | | |

Підводні човни типу «Стерджен» — 37 багатоцільових атомних підводних човнів ВМС США, і ще окремо два експериментальні на базі цього типу. Вони складали основу підводного флоту США в часи Холодної війни. Їх наступниками були човни типів «Лос-Анджелес», «Сівульф», «Вірджинія».

## Конструкція

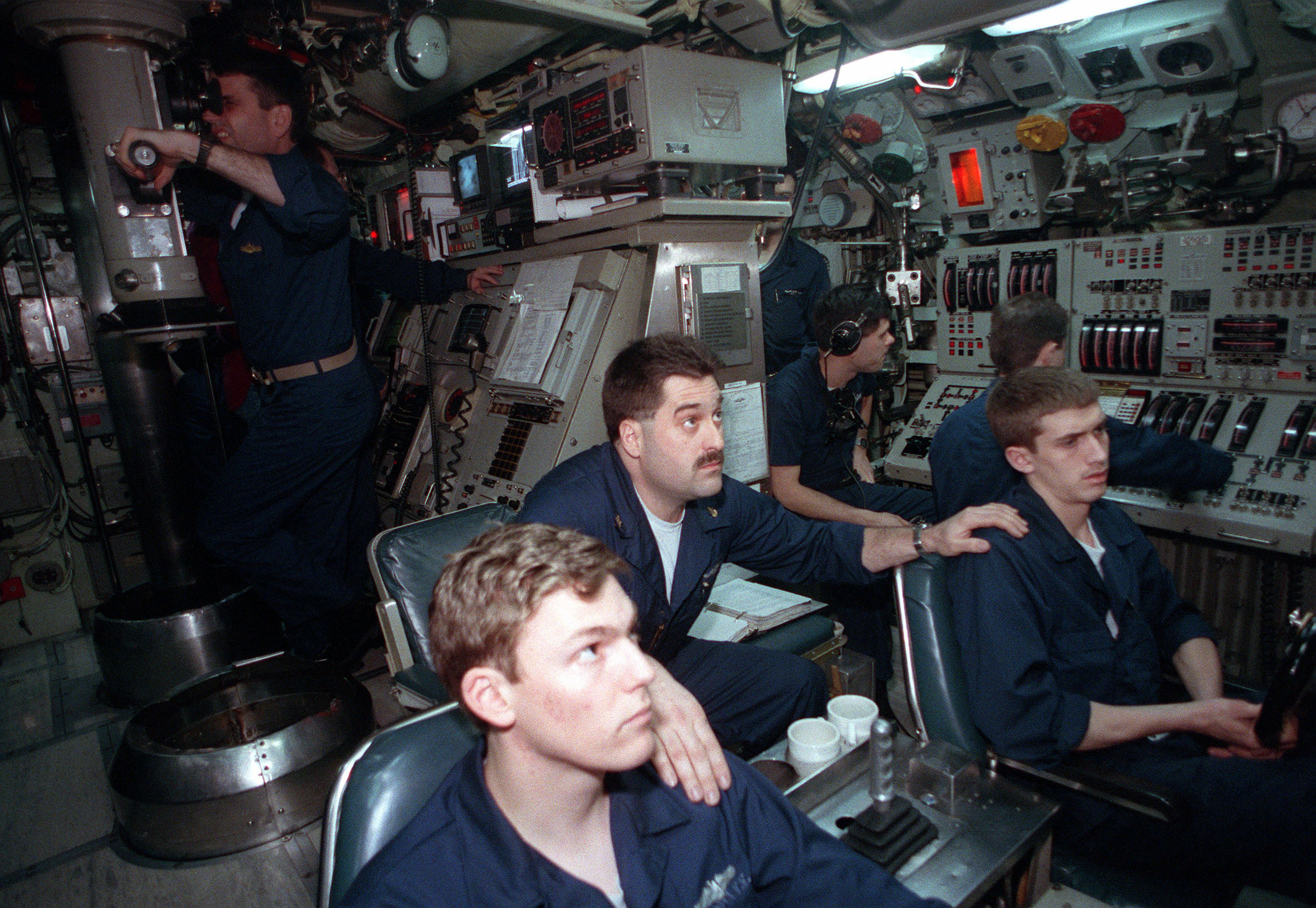
Головний пост

Човни цього типу були продовженням вдосконалення човнів типу «Трешер/Перміт». Найбільша відмінність була у збільшені розмірів корпусу човнів, що дозволило встановлення розвідувального обладнання. Передні вертикальні рулі, встановлені на рубці, могли повертатися на 90 градусів, що дозволило човнам проламувати при спливанні тонкий лід. Ззовні корпус був покритим напівдюймовим (13 мм) шаром гуми.
Тонкий корпус носової частини човна, там де був великий гідролокатор, був виготовлений з склопластику. Хоча на практиці більше користувалися буксированим гідролокатором, котрий був більш чутливим і на котрий менше впливали шуми самого човна.
Човни типу використовувалися і як експериментальні для випробовування певного обладнання й систем. А вісім човнів для спеціального призначення. Човен цього типу «Нарвал» переобладнувався для випробовування малошумної енергетичної установки, але вони не були успішними, бо понижували безпечність човна.
Човен «Гленард Ліпскомб» був переобладнаний для випробування великого електродвигуна на валу гвинта, замість прямого обертання від парових турбін, також з метою пониження шумів. Але ККД був надто низьким.
На човен «Паффер» випробовувалися нові системи електричного живлення і кондиціонування, котрі вирішили проблеми внутрішніх шумів і котрими були оснащені й усі інші човни типу.
На човні «Батфіш» випробувалася спеціальна обробка корпусу для зниження рівня шумів.
На човні «Парч» була збільшена довжина корпусу на 100 фунтів (30 м), котра досягла після цього 122 метрів, аби розмістити барокамеру для надмалого підводного апарату (DDS). І потім цей човен залучався до таємних розвідувальних операцій у водах СРСР.

## Представники
Човни типу будувалися у двох серіях, з «коротким» корпусом і з «довгим» корпусом.

### Перша серія
| Назва        | Завод                                       | Закладений        | Спущений на воду  | Переданий флоту | Виведений з флоту | Утилізований      |
| ------------ | ------------------------------------------- | ----------------- | ----------------- | --------------- | ----------------- | ----------------- |
| «Стерджен»   | Electric Boat                               | 10 серпня 1963    | 26 лютого 1966    | 3 березня 1967  | 1 серпня 1994     | 11 грудня 1995    |
| «Хвол»       | General Dynamics Quincy Shipbuilding        | 27 травня 1964    | 14 жовтня 1966    | 12 жовтня 1968  | 25 червня 1996    | 29 вересня 1997   |
| «Таутог»     | Ingalls Shipbuilding                        | 27 січня 1964     | 15 квітня 1967    | 17 серпня 1968  | 31 березня 1997   | 30 листопада 2004 |
| «Грейлінг»   | Portsmouth Naval Shipyard, Кіттері          | 12 травня 1964    | 22 червня 1967    | 11 жовтня 1969  | 18 липня 1997     | 31 березня 1998   |
| «Погі»       | New York Shipbuilding Corporation           | 5 травня 1964     | 3 червня 1967     | 15 травня 1971  | 11 червня 1999    | 12 квітня 2000    |
| «Аспро»      | Ingalls Shipbuilding                        | 23 листопада 1964 | 29 листопада 1967 | 20 лютого 1969  | 31 березня 1995   | 3 листопада 2000  |
| «Санфіш»     | General Dynamics Quincy Shipbuilding        | 15 січня 1965     | 14 жовтня 1966    | 15 березня 1969 | 31 березня 1997   | 31 жовтня 1997    |
| «Парго»      | Electric Boat                               | 3 червня 1964     | 17 вересня 1966   | 5 січня 1968    | 14 квітня 1995    | 15 жовтня 1996    |
| «Квінфіш»    | Newport News Shipbuilding                   | 11 травня 1964    | 25 лютого 1966    | 6 грудня 1966   | 8 листопада 1991  | 7 квітня 1993     |
| «Паффер»     | Ingalls Shipbuilding                        | 8 лютого 1965     | 30 квітня 1968    | 9 серпня 1969   | 12 липня 1996     | 28 березня 1997   |
| «Рей»        | Northrop Grumman Newport News, Ньюпорт-Ньюс | 4 лютого 1965     | 21 червня 1966    | 12 квітня 1967  | 16 квітня 1993    | 30 липня 2003     |
| «Сенд Ланс»  | Portsmouth Naval Shipyard                   | 15 січня 1965     | 11 листопада 1969 | 25 вересня 1971 | 7 серпня 1998     | 30 серпня 1999    |
| «Лепон»      | Newport News Shipbuilding                   | 26 липня 1965     | 16 грудня 1966    | 14 грудня 1967  | 8 серпня 1992     | 31 серпня 2004    |
| «Гарнард»    | Mare Island Naval Shipyard                  | 22 грудня 1964    | 20 травня 1967    | 6 грудня 1968   | 28 квітня 1995    | 15 жовтня 1997    |
| «Гаммерхед»  | Newport News Shipbuilding                   | 29 листопада 1965 | 14 квітня 1967    | 28 червня 1968  | 5 квітня 1995     | 22 листопада 1995 |
| «Сі Девіл»   | Newport News Shipbuilding                   | 12 квітня 1966    | 5 жовтня 1967     | 30 січня 1969   | 16 жовтня 1991    | 7 вересня 1999    |
| «Гуїтарро»   | Mare Island Naval Shipyard                  | 9 грудня 1964     | 27 липня 1968     | 9 вересня 1972  | 29 травня 1992    | 18 жовтня 1994    |
| «Гоукбілл»   | Mare Island Naval Shipyard                  | 12 вересня 1966   | 12 квітня 1969    | 4 лютого 1971   | 15 березня 2000   | 1 грудня 2000     |
| «Бергалл»    | Electric Boat                               | 16 квітня 1966    | 17 лютого 1968    | 13 червня 1969  | 6 червня 1996     | 26 вересня 1997   |
| «Спейдфіш»   | Newport News Shipbuilding                   | 21 грудня 1966    | 15 травня 1968    | 14 серпня 1969  | 11 квітня 1997    | 24 жовтня 1997    |
| «Сіхорс»     | Electric Boat                               | 13 серпня 1966    | 15 червня 1968    | 19 вересня 1969 | 17 серпня 1995    | 30 вересня 1996   |
| «Фінбек»     | Newport News Shipbuilding                   | 26 червня 1967    | 7 грудня 1968     | 4 лютого 1970   | 28 березня 1997   | 30 жовтня 1997    |
| «Пінтадо»    | Mare Island Naval Shipyard                  | 27 жовтня 1967    | 16 серпня 1969    | 11 лютого 1971  | 26 лютого 1998    | 27 жовтня 1998    |
| «Флаїнг Фіш» | Electric Boat                               | 30 червня 1967    | 17 травня 1969    | 29 квітня 1970  | 16 травня 1996    | 15 жовтня 1996    |
| * «Трепанг»  | Electric Boat                               | 28 жовтня 1967    | 27 вересня 1969   | 14 серпня 1970  | 1 червня 1999     | 7 квітня 2000     |
| «Блюфіш»     | Electric Boat                               | 13 березня 1968   | 10 січня 1970     | 8 січня 1971    | 31 травня 1996    | 1 листопада 2003  |
| «Біллфіш»    | Electric Boat                               | 20 вересня 1968   | 1 травня 1970     | 12 квітня 1971  | 1 липня 1999      | 26 квітня 2000    |
| «Драм»       | Mare Island Naval Shipyard                  | 20 серпня 1968    | 23 травня 1970    | 15 квітня 1970  | 30 жовтня 1995    | 20 травня 2010    |

### Друга серія
| Назва                                    | Завод                                | Закладений     | Спущений на воду | Переданий флоту | Виведений з флоту | Утилізований      |
| ---------------------------------------- | ------------------------------------ | -------------- | ---------------- | --------------- | ----------------- | ----------------- |
| «Арчерфіш», (DDS)                        | Electric Boat                        | 19 червня 1969 | 16 січня 1971    | 17 грудня 1971  | 31 березня 1998   | 6 листопада 1998  |
| «Сілверсайдз», (DDS)                     | Electric Boat                        | 13 жовтня 1969 | 4 червня 1971    | 5 травня 1972   | 21 липня 1994     | 1 жовтня 2001     |
| «Вільям Бейтс», (DDS, колишній «Редфіш») | Ingalls Shipbuilding , Electric Boat | 4 серпня 1969  | 11 грудня 1971   | 5 травня 1973   | 11 лютого 2000    | 30 жовтня 2000    |
| «Батфіш», (DDS)                          | Electric Boat                        | 9 лютого 1970  | 9 жовтня 1971    | 1 вересня 1972  | 17 квітня 1999    | 22 листопада 2002 |
| «Тюнні», (DDS)                           | Ingalls Shipbuilding                 | 22 травня 1970 | 10 червня 1972   | 26 січня 1974   | 13 квітня 1998    | 27 жовтня 1998    |
| «Парч», (R&D)                            | Ingalls Shipbuilding                 | 10 грудня 1970 | 13 січня 1973    | 17 серпня 1974  | 19 жовтня 2004    | 30 листопада 2006 |
| «Кавалла», (DDS)                         | Electric Boat                        | 4 червня 1970  | 19 лютого 1972   | 9 лютого 1973   | 30 квітня 1998    | 17 листопада 2000 |
| «Мендель Ріверс», (DDS)                  | Newport News Shipbuilding            | 26 червня 1971 | 2 червня 1973    | 1 лютого 1975   | 10 травня 2001    | 19 липня 2002     |
| «Річард Раселл»                          | Newport News Shipbuilding            | 19 жовтня 1971 | 12 січня 1974    | 16 серпня 1975  | 24 червня 1994    | 3 січня 2003      |

### Експериментальні на базі типу
| Назва              | Завод         | Закладений    | Спущений на воду | Переданий флоту | Виведений з флоту | Утилізований |
| ------------------ | ------------- | ------------- | ---------------- | --------------- | ----------------- | ------------ |
| «Нарвал»           | Electric Boat | 17 січня 1967 | 9 вересня 1967   | 12 липня 1969   | 1 липня 1999      |              |
| «Гленард Ліпскомб» | Electric Boat | 5 червня 1971 | 4 серпня 1973    | 21 грудня 1974  | 11 липня 1990     | 1997         |